# Córdoba Open 2022
Il Córdoba Open 2022 è stato un torneo di tennis che si gioca sulla terra rossa nella categoria ATP Tour 250 nell'ambito dell'ATP Tour 2022. È stata la quarta edizione del Torneo di Córdoba, giocata allo Stadio Mario Alberto Kempes di Córdoba, in Argentina, dal 31 gennaio al 6 febbraio 2022.

## Partecipanti

### Teste di serie
| Nazionalita | Giocatore            | Ranking* | Testa di serie |
| ----------- | -------------------- | -------- | -------------- |
| Argentina   | Diego Schwartzman    | 13       | 1              |
| Austria     | Dominic Thiem        | 16       | 2              |
| Cile        | Cristian Garín       | 19       | 3              |
| Italia      | Lorenzo Sonego       | 26       | 4              |
| Argentina   | Federico Delbonis    | 38       | 5              |
| Spagna      | Albert Ramos Viñolas | 44       | 6              |
| Francia     | Benoît Paire         | 56       | 7              |
| Spagna      | Pedro Martínez       | 61       | 8              |

* Ranking al 17 gennaio 2021.

### Altri partecipanti
I seguenti giocatori hanno ricevuto una wild card per il tabellone principale:
- Francisco Cerúndolo
- Tomás Martín Etcheverry
- Juan Ignacio Londero

I seguenti giocatori sono entrati nel tabellone con il ranking protetto:
- Yannick Hanfmann
- Fernando Verdasco

I seguenti giocatori sono entrati nel tabellone principale passando dalle qualificazioni:

- Nicolás Jarry
- Juan Pablo Varillas
- Alejandro Tabilo
- Juan Pablo Ficovich

### Ritiri
Prima del torneo
- Pablo Cuevas → sostituito da  Hugo Dellien
- Laslo Đere → sostituito da  Carlos Taberner
- Fabio Fognini → sostituito da  Andrej Martin
- Miomir Kecmanović → sostituito da  Holger Rune

## Partecipanti al doppio

### Teste di serie
| Nazione   | Giocatore         | Nazione     | Giovatore         | Ranking* | Testa di serie |
| --------- | ----------------- | ----------- | ----------------- | -------- | -------------- |
| Messico   | Santiago González | Argentina   | Andrés Molteni    | 83       | 1              |
| Monaco    | Romain Arneodo    | Francia     | Benoît Paire      | 142      | 2              |
| Svezia    | André Göransson   | Stati Uniti | Nathaniel Lammons | 146      | 3              |
| Argentina | Guillermo Durán   | Argentina   | Máximo González   | 147      | 4              |

* Ranking al 17 gennaio 2021.

### Altri partecipanti
Le seguenti coppie hanno ricevuto una wildcard per il tabellone principale:
- Juan Pablo Ficovich /  Facundo Mena
- Pedro Cachín /  Tomás Martín Etcheverry

### Ritiri
Prima del torneo
- Pablo Andújar /  Pedro Martínez → sostituiti da  Sebastián Báez /  Pedro Martínez
- Tomislav Brkić /  Nikola Ćaćić → sostituiti da  Orlando Luz /  Thiago Monteiro
- Marcelo Demoliner /  Miomir Kecmanović → sostituiti da  Andrej Martin /  Tristan-Samuel Weissborn
- Andrej Golubev /  Franko Škugor → sostituiti da  Luis David Martínez /  Fernando Romboli

## Campioni

### Singolare
Albert Ramos Viñolas ha sconfitto in finale  Alejandro Tabilo con il punteggio di 4-6, 6-3, 6-4.
- È il quarto titolo in carriera per Ramos Viñolas, il primo della stagione.

### Doppio
Santiago González e  Andrés Molteni hanno sconfitto in finale  Andrej Martin e  Tristan-Samuel Weissborn con il punteggio di 7-5, 6-3.